# Unfriedsdorf
Unfriedsdorf ist ein Gemeindeteil der Stadt Münchberg im Landkreis Hof (Oberfranken, Bayern). Unfriedsdorf liegt in der Gemarkung Meierhof bei Münchberg.

## Geografie
Nördlich des Dorfes erhebt sich der Dörenberg (626 m ü. NHN). Im Süden verläuft die Bahnstrecke Münchberg–Helmbrechts; es gibt dort einen Haltepunkt. 
Eine Gemeindeverbindungsstraße führt an Untere Einzel vorbei, die Staatsstraße 2194 kreuzend nach Meierhof (2,3 km nördlich) bzw. nach Gottersdorf (1 km südöstlich).

## Geschichte
1373 verkauften die Brüder Erhard, Friedrich und Babo von Sparneck u. a. Unfriedsdorf an den Nürnberger Burggraf Friedrich V. 1408 bestand der Ort aus sieben Gütern.
Gegen Ende des 18. Jahrhunderts bestand Unfriedsdorf aus 13 Anwesen. Die Hochgerichtsbarkeit sowie die Dorf- und Gemeindeherrschaft stand dem bayreuthischen Stadtrichteramt Münchberg zu. Grundherren waren das Kastenamt Münchberg (1 Hof, 6 Halbhöfe, 1 Viertelhof, 2 Tropfhäuser) und die Hofkanzlei Bayreuth (1 Viertelhof, 2 Achtelhöfe).
Von 1797 bis 1810 unterstand Unfriedsdorf dem Justiz- und Kammeramt Münchberg. Infolge des Ersten Gemeindeedikts wurde Unfriedsdorf dem 1812 gebildeten Steuerdistrikt Meierhof und der zugleich entstandenen die Ruralgemeinde Meierhof zugewiesen. Im Zuge der Gebietsreform in Bayern wurde Unfriedsdorf am 1. Mai 1978 nach Münchberg eingemeindet.

### Einwohnerentwicklung
| Jahr      | 1799   | 1812  | 1819   | 1861   | 1871   | 1885   | 1900   | 1925   | 1950   | 1961   | 1970   | 1987  |
| Einwohner | 84     | 81    | 100    | 131    | 138    | 139    | 136    | 121    | 148    | 119    | 116    | 138   |
| Häuser    | 13     | 16    |        |        |        | 18     | 19     | 19     | 19     | 21     |        | 36    |
| Quelle    | [ 10 ] | [ 7 ] | [ 11 ] | [ 12 ] | [ 13 ] | [ 14 ] | [ 15 ] | [ 16 ] | [ 17 ] | [ 18 ] | [ 19 ] | [ 1 ] |

## Religion
Unfriedsdorf ist bis heute nach St. Peter und Paul (Münchberg) gepfarrt und seit der Reformation evangelisch-lutherisch geprägt.